# Arnswalder Platz
Der Arnswalder Platz ist eine denkmalgeschützte, rechteckige Parkanlage im Berliner Bezirk Pankow, Ortsteil Prenzlauer Berg, im Bötzowviertel. Er beherbergt den Brunnen der Fruchtbarkeit (besser bekannt als Stierbrunnen), Spielplätze und ein kleines Areal mit altem Baumbestand.

## Lage
Der Platz von 18.000 m² liegt an der Südwestseite der Danziger Straße 105 m zwischen Bötzow- und Hans-Otto-Straße, letztere begrenzt östlich. Südlich grenzt nach 175 m die Pasteurstraße. Der Platz unterbrach den zwischen Danziger und Pasteurstraße liegenden parallelen Straßenzug Woldenberger/Friedeberger Straße. Auf dem diesen entsprechenden Mittelweg steht der Stierbrunnen. Die Woldenberger Straße wurde 1974 in Dietrich-Bonhoeffer-Straße umbenannt. Die Friedeberger Straße wurde beim Neubau im Bötzow-Viertel nach den Kriegsschäden nicht wieder eingerichtet, es verblieb ein unbenannter 50 m-Stumpf rechtwinklig zur Hans-Otto-Straße an die Kinderkombination 40a und 40b.

## Geschichte

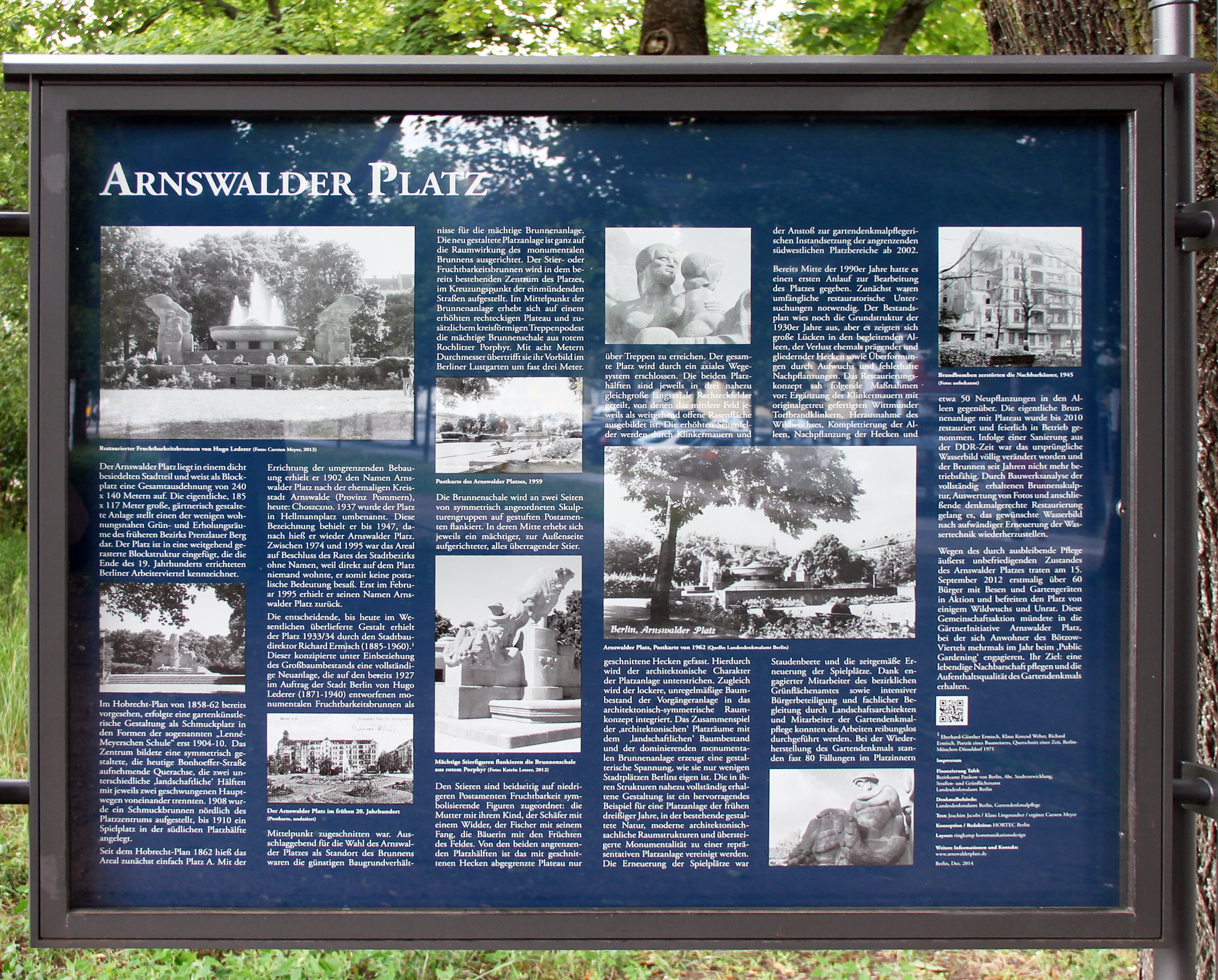
Gedenktafel am Arnswalder Platz

Der Platz wurde im Zuge der Bebauung des Bötzowviertels zwischen 1900 und 1904 nach Entwürfen des Landschaftsgärtners Hermann Mächtig angelegt. Seit dem Hobrecht-Plan 1862 hieß das Areal einfach Platz A; bei der ersten Bebauung rundherum erhielt er 1902 den Namen Arnswalder Platz nach der ehemaligen Kreisstadt Arnswalde (Provinz Pommern, seit 1945: Choszczno). Es war eine Art Wegekreuz, mit Rasenflächen und Blumenbeeten dazwischen, auf dem nach und nach ein Buddelplatz angelegt, ein kleiner Springbrunnen und eine Rotunde als Pissoir aufgestellt wurden. Von den Nationalsozialisten wurde der Platz 1937 in Hellmannplatz umbenannt und hieß noch bis 1947 so, danach wieder Arnswalder Platz. Zwischen 1974 und 1995 war das Areal auf Beschluss des Rates des Stadtbezirks ohne Namen, weil direkt auf dem Platz niemand wohnte, womit er keine postalische Bedeutung besaß. Erst im Februar 1995 erhielt er seinen früheren Namen Arnswalder Platz zurück; seit dem Ende des 20. Jahrhunderts steht er unter Denkmalschutz.

## Fruchtbarkeitsbrunnen (Stierbrunnen)

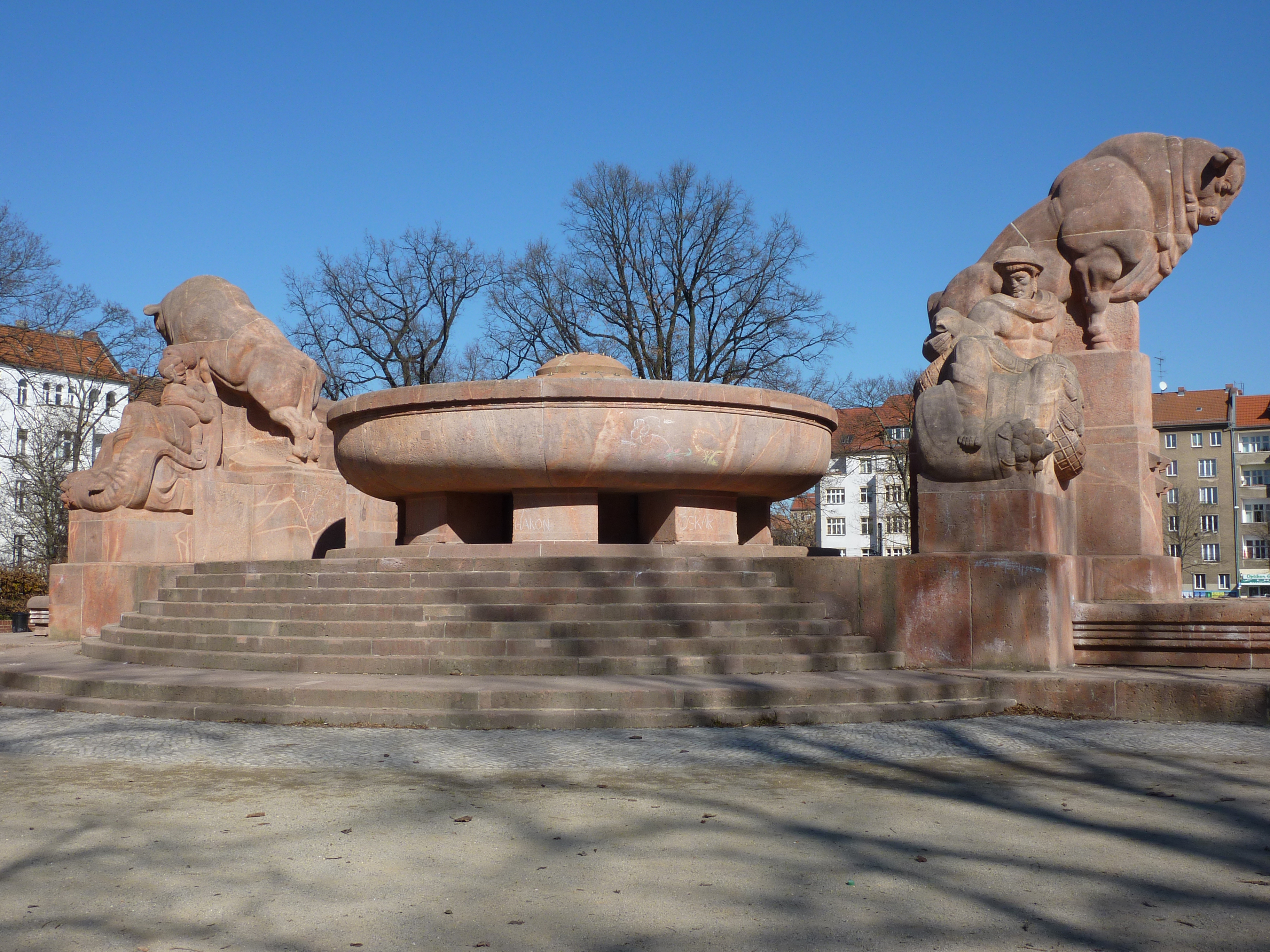
Stierbrunnen, März 2011

Hervorstechendstes Merkmal des Platzes ist das Stierbrunnen, Ochsenbrunnen oder Fruchtbarkeitsbrunnen genannte Ensemble aus rotem Rochlitzer Porphyrtuff. Diese Anlage war ursprünglich der Entwurf des Berliner Bildhauers Hugo Lederer in einem Wettbewerb 1910 für einen Monumentalbrunnen in Buenos Aires – Lederer bekam den vierten Preis (2000 Mark), sein Entwurf wurde damals nicht ausgeführt. Der Berliner Magistrat kaufte 1927 unter Oberbürgermeister Böß das Projekt und veranlasste seine Realisierung, obwohl unklar war, woher das Geld dafür kommen sollte (veranschlagt waren an die 400.000 Mark, das sind kaufkraftbereinigt in heutiger Währung rund 1,8 Millionen Euro). Böß sah die Aufstellung auf dem Baltenplatz vor. Während der folgenden schweren Wirtschaftskrise konnte die Stadt das Projekt nicht mehr finanzieren und hielt darüber hinaus die Aufstellung des Brunnens auf dem Baltenplatz wegen seiner Masse für unmöglich. Nachdem die Steinmetzarbeiten unmittelbar im Steinbruch bei Rochlitz 1931 abgeschlossen waren, machte Lederer Druck und ließ „die fertigen Stiere und Architekturteile“ Anfang November 1932 für die Ufa-Tonwoche filmen.
Am 15. März 1933 lösten die an die Macht gekommenen Nationalsozialisten den gewählten Berliner Magistrat auf und setzten ein NSDAP-geführtes Gremium ein. Dieses bewilligte am 1. November des gleichen Jahres 195.000 Mark für die Aufstellung der Brunnenplastik am vom Stadtbaudirektor Richard Ermisch dafür neu ausgewählten Arnswalder Platz. Der zwischenzeitlich ebenfalls in Betracht gezogene Aufstellort Forckenbeckplatz kam nach genaueren Bodenuntersuchungen auch nicht in Frage. 1934 kamen die 300 m³ behauener Steine nach Berlin.

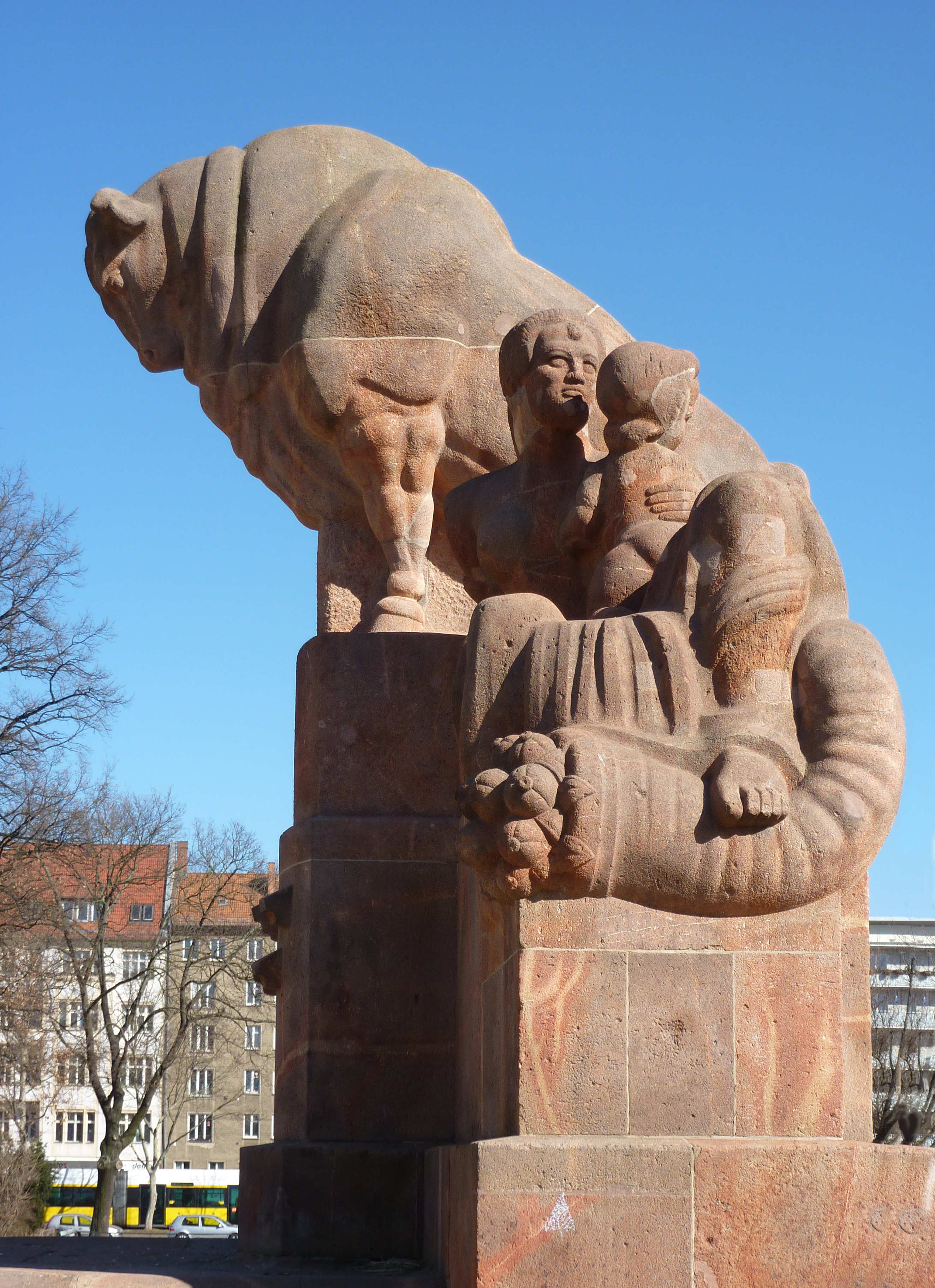
Stier mit Mutter und Kind, März 2011

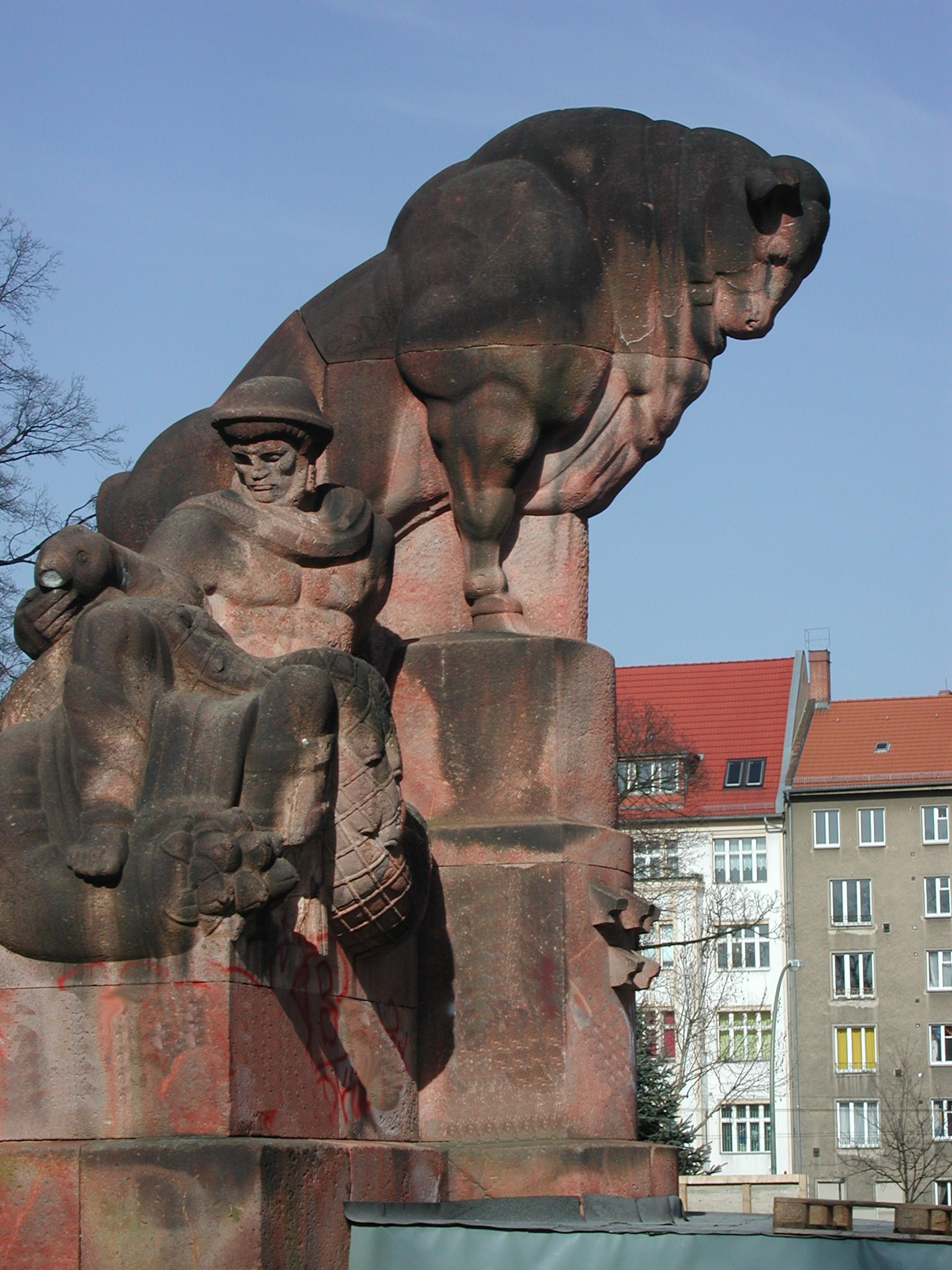
Stier mit Fischer im Januar 2007, Zustand vor Sanierung

Auf einem damals wie heute über neun Stufen erreichbaren Treppenpodest bildet eine Brunnenschale mit einem Durchmesser von 7,7 m und einem mittig platzierten, pilzförmigen Stein, über den das Wasser laufen konnte, das Zentrum der Anlage. Auf beiden Seiten schließt sich je ein fünf Meter hoher Stier an, der der Wasserschale den Rücken zukehrt. Zu Füßen der gewaltigen Tiere sitzen eine Schnitterin mit Ährenbündel und ein Fischer mit Netz (nordöstlich) sowie ein Schäfer mit Widder und eine Mutter mit Kind (nordwestlich).
Im Jahr 1959 wurde die Brunnenanlage renoviert und mit einer Unterwasserbeleuchtungsanlage versehen, die die Fontäne bei Dunkelheit illuminierte. Ab 1990 fehlte dem Bezirk das Geld für eine umfassende Sanierung, das Ensemble zerfiel und wurde bald mit einem Bauzaun geschützt. Jahrelang war der Brunnen von Graffiti verunziert. Die auf der Homepage des Bezirksamtes im Jahr 2004 angekündigte Sanierung konnte erst im Oktober 2007 beginnen. Nachdem die Steinplastiken im Winter 2008 restauriert worden waren, erfolgte am 11. Juni 2009 ein erster Testlauf der Springbrunnenanlage. Am 12. Mai 2010 nahm der Pankower Bezirksbürgermeister Matthias Köhne den Brunnen feierlich in Betrieb.

## Spielplatz

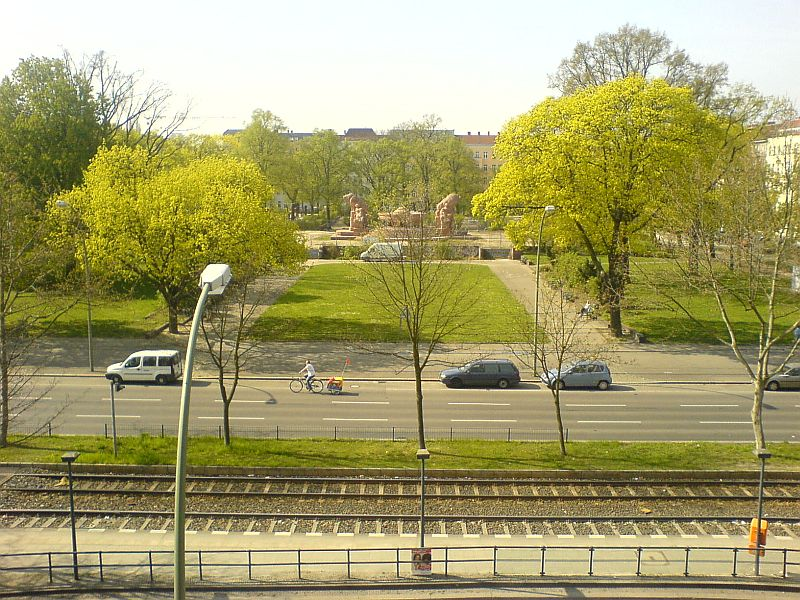
Arnswalder Platz von der Danziger Straße aus gesehen, 2009

Am Rand der Pasteurstraße befindet sich ein künstlerisch gestalteter Kinderspielplatz wurde mit hölzernen Elementen und steinernen Tieren, allen üblichen Klettergeräten und Schaukeln (die mit Sicherheitsgurten und ergonomisch geformten Sitzen versehen sind) ausgestattet. Der Spielplatz ist ein gern genutztes Freizeitangebot für Kinder. Daneben befindet sich ein Ballspielplatz (auf dem auch Straßenwettkämpfe ausgetragen werden) mit kleinen Toren und einem höheren Zaun sowie zwei Tischtennisplatten. Die Anlage wurde im Rahmen der Sanierung des Platzes 2003/2004 als Jugend- und Kleinkinderspielplatz im südlichen Bereich geschaffen.

## Kleiner Park

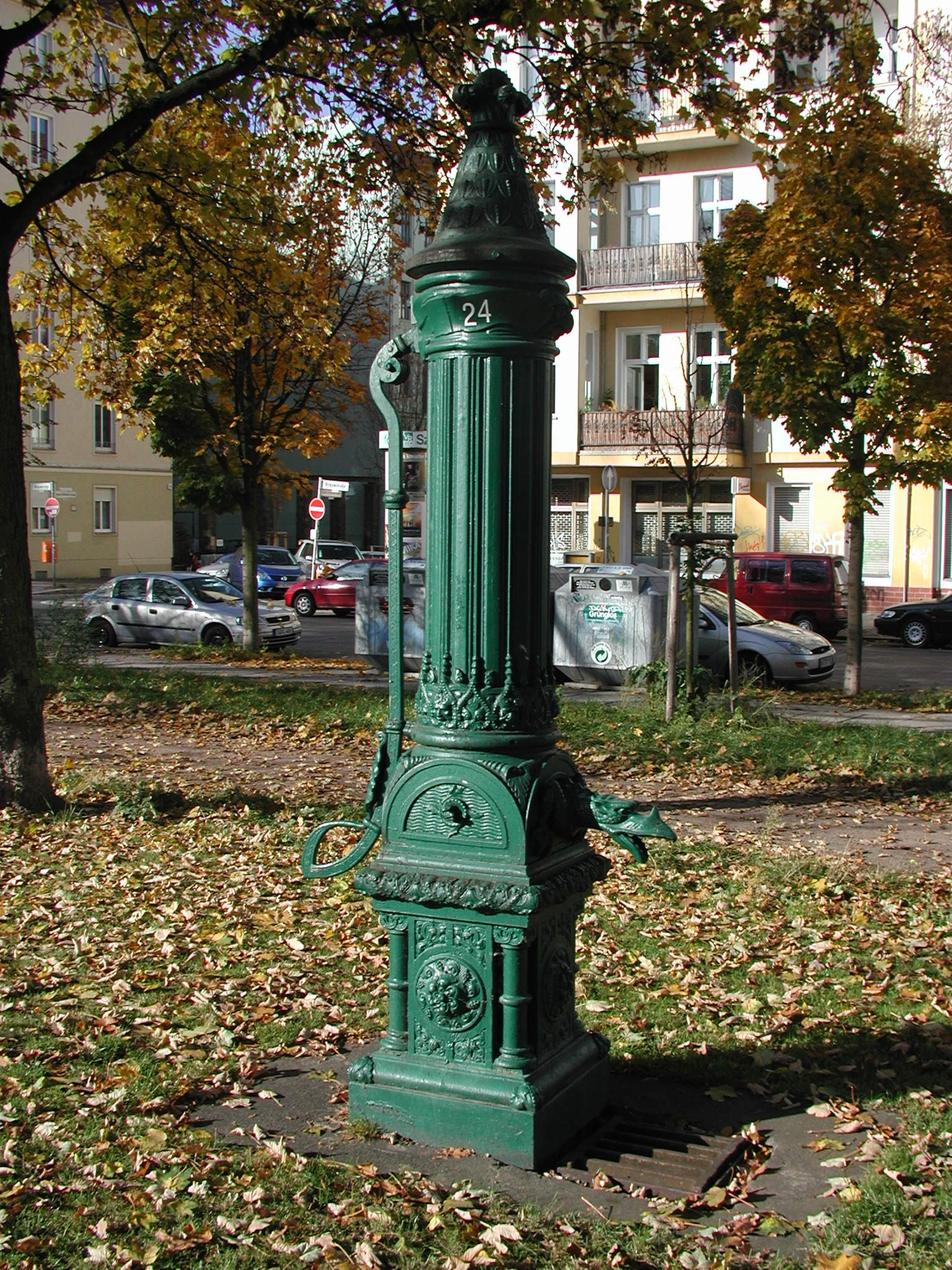
Historische Handpumpe am Arnswalder Platz

Der im Bereich an der Bötzowstraße liegende Teil des Platzes lädt mit alten Bäumen, vor allem Kastanien, und mit Bänken zum Verweilen, mit geschnittenem Rasen zum Liegen oder nur zu einem kurzen Bummel ein. Ein Teil der Bäume stammt noch aus 1902 dem Jahr der ersten Platzgestaltung. Als Straßenmöbel steht hier eine alte gusseiserne Handpumpe der Art, wie sie hin und wieder auf den Berliner Straßen anzutreffen sind.